# Sowjetischer Revolutionskalender

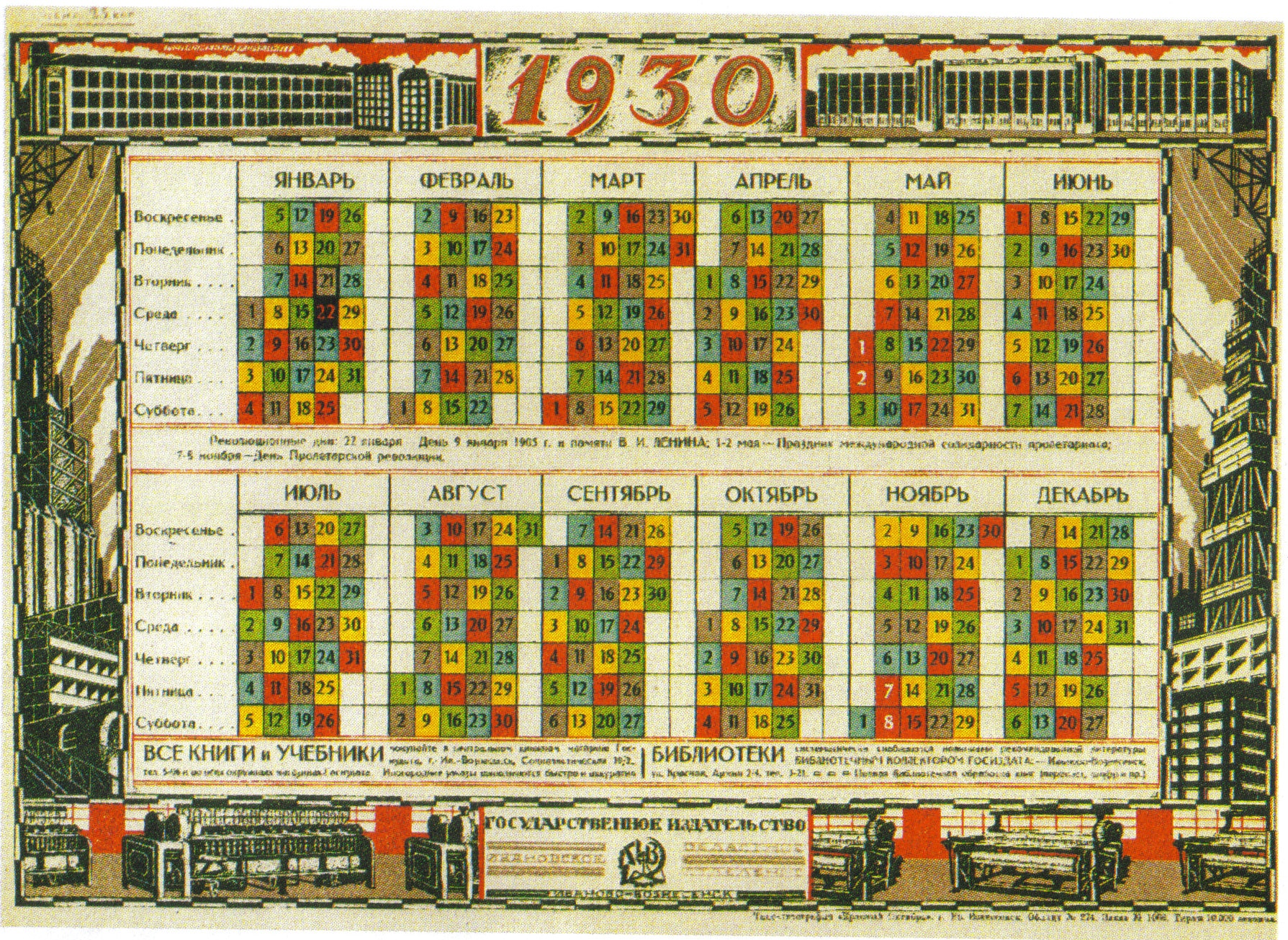
Sowjetischer Revolutionskalender für 1930. Der Kalender ist eingeteilt nach der traditionellen siebentägigen Woche und zeigt die gregorianischen Monate, zusätzlich sind farbig die fünftägigen Arbeitswochen zuzüglich der fünf Feiertage gekennzeichnet.

Der sowjetische Revolutionskalender war von 1929 bis 1940 in der Sowjetunion in Gebrauch. Er ist allerdings nicht als eigenständiger Kalender zu betrachten; vielmehr wurde der gregorianische Kalender beibehalten, jedoch um eine Fünf- bzw. Sechs-Tage-Arbeitswoche ergänzt.

## Vorgeschichte
Die Sowjetunion hatte auf Beschluss des Rats der Volkskommissare unter dem Vorsitz Lenins im Jahr 1918 vom julianischen auf den gregorianischen Kalender umgestellt, mit einem Sprung von 13 Tagen, auf den 31. Januar folgte der 14. Februar. Dieser Kalender war bis zum 30. September 1929 gültig.

## Geschichte
Im Mai 1929 schlug der sowjetische Ökonom Juri Larin auf dem zu dieser Zeit stattfindenden Sowjetkongress die Schaffung einer kontinuierlichen Arbeitswoche (russisch непрерывка, Neprerywka) vor, um die Anzahl der produktiven Tage im Jahr von 300 auf 360 zu steigern. Der Vorschlag wurde auf dem Kongress im Wesentlichen ignoriert, jedoch wenig später an Josef Stalin herangetragen. Stalin fand die Idee im Hinblick auf seine eigenen Pläne zur Industrialisierung der Sowjetunion und als Unterstützung des von ihm ins Leben gerufenen antireligiösen Propagandafeldzugs vorteilhaft, da hier die kirchlichen Feiertage eliminiert wurden. Am 26. August 1929 wurde eine Kommission zur Einführung des neuen Kalenders unter Vorsitz von Jan Rudsutak ins Leben gerufen.
Ab 1. Oktober 1929 wurde aufgrund eines Regierungsdekretes vom 24. September 1929 der sowjetische Revolutionskalender in seiner ersten Variante eingeführt. Er sollte als antireligiöse Maßnahme die Sieben-Tage-Woche durch eine unterbrochene Fünf-Tage-Arbeitswoche mit 12 Monaten zu je 30 Tagen und 5 „überjahreszähligen“ arbeitsfreien Tagen überlagern und damit den christlichen Sonntag als Ruhetag abschaffen. Die Länge der Jahre und der Monate wurde beibehalten.
|     | Woche 1 | Woche 1 | Woche 1 | Woche 1 | Woche 1 | Woche 2 | Woche 2 | Woche 2 | Woche 2 | Woche 2 | Woche 3 | Woche 3 | Woche 3 | Woche 3 | Woche 3 | Woche 4 | Woche 4 | Woche 4 | Woche 4 | Woche 4 | Woche 5 | Woche 5 | Woche 5 | Woche 5 | Woche 5 | Woche 6 | Woche 6 | Woche 6 | Woche 6 | Woche 6 |
| --- | ------- | ------- | ------- | ------- | ------- | ------- | ------- | ------- | ------- | ------- | ------- | ------- | ------- | ------- | ------- | ------- | ------- | ------- | ------- | ------- | ------- | ------- | ------- | ------- | ------- | ------- | ------- | ------- | ------- | ------- |
| Tag | 01      | 02      | 03      | 04      | 05      | 01      | 02      | 03      | 04      | 05      | 01      | 02      | 03      | 04      | 05      | 01      | 02      | 03      | 04      | 05      | 01      | 02      | 03      | 04      | 05      | 01      | 02      | 03      | 04      | 05      |
|     | 01      | 02      | 03      | 04      | 05      | 06      | 07      | 08      | 09      | 10      | 11      | 12      | 13      | 14      | 15      | 16      | 17      | 18      | 19      | 20      | 21      | 22      | 23      | 24      | 25      | 26      | 27      | 28      | 29      | 30      |

Durch die Beseitigung der regelmäßigen Unterbrechung durch Nicht-Arbeitstage sollte die Effizienz der Industrieproduktion erhöht werden. Daher wurden alle Werktätigen in fünf Gruppen eingeteilt, die farbig unterschieden wurden, und jede Gruppe erhielt einen der neuen Arbeitswochentage als Ruhetag. 80 % der Belegschaft eines Betriebes waren nun jeden Tag in der Produktion eingesetzt, während 20 % ihren Ruhetag hatten. Damit verloren die traditionellen Wochentage der Sieben-Tage-Woche ihre Bedeutung.
Nicht als Arbeitswochentag zählten die folgenden allgemeinen Gedenk- bzw. Feiertage:
- 22. Januar: Lenin-Gedenktag; Lenin starb schon am 21. Januar 1924, es wurde hier das Datum des Petersburger Blutsonntags gewählt
- 1. und 2. Mai: zwei Feiertage der internationalen Arbeiter
- 7. und 8. November: zwei Feiertage der Oktoberrevolution

Die Unterteilung in Gruppen machte die neue Regelung in doppelter Hinsicht problematisch: Zum einen weil sie das familiäre und soziale Leben störte, zum anderen weil die abwechselnde Abwesenheit jeweils eines Fünftels der Beschäftigten die betrieblichen Abläufe beeinträchtigte. Die erwartete Steigerung der Produktion trat dadurch nicht ein. Tatsächlich wurde der sowjetische Revolutionskalender außerhalb der WKP(B) weitestgehend ignoriert.
Mit dem 1. Dezember 1931 erfolgte eine Reform des sowjetischen Revolutionskalenders durch Stalin. Es wurde ein System eingeführt, das eine Sechs-Tage-Arbeitswoche (die russische Bezeichnung „Schestidnewka“ könnte man, analog zu „Jahrzehnt“, etwa mit „Tagsechst“ übersetzen) mit einem gemeinsamen Ruhetag für alle Werktätigen am 6., 12., 18., 24. und 30. jedes Monats (sowie am 1. März) vorsah; hinzu kamen die oben genannten Feiertage.
1940 wurde schließlich der Revolutionskalender abgeschafft und die traditionelle Sieben-Tage-Woche wieder eingeführt. Damit erfolgte die vollständige Wiederherstellung des gregorianischen Kalenders. Als Gründe werden genannt, dass sich die Tradition des Sonntags als Ruhetag in der Bevölkerung nicht unterdrücken ließ und Werktätige häufig sowohl am offiziellen Ruhetag als auch am Sonntag der Arbeit fernblieben. So wurden auch die alten Wochentagsbezeichnungen wieder bedeutsam.